# Liste der Naturdenkmäler in Leifers
Die Liste der Naturdenkmäler in Leifers (italienisch Laives) enthält die drei als Naturdenkmal ausgewiesene Objekte auf dem Gebiet der Gemeinde Leifers in Südtirol.
Basis ist das im Internet einsehbare offizielle Verzeichnis der Naturdenkmäler in Südtirol (Stand: 23. Januar 2015). Dabei kann es sich um botanische, geologische oder hydrologische Naturdenkmäler handeln. Die Reihenfolge in dieser Liste orientiert sich an der ID, alternativ ist sie auch nach dem Namen sortierbar.

## Liste
| Foto |                 | Name                                             | Standort                     | Beschreibung                           |
| ---- | --------------- | ------------------------------------------------ | ---------------------------- | -------------------------------------- |
| BW   | Datei hochladen | Drei Edelkastanien beim Tschuegghof ID: 044_G01  | 46° 26′ 2″ N, 11° 21′ 21″ O  | Botanisches Naturdenkmal: Kastanie     |
| ja   | Datei hochladen | Ein Eschen-Ahorn bei der Pfarrkirche ID: 044_G02 | 46° 25′ 36″ N, 11° 20′ 20″ O | Botanisches Naturdenkmal: Eschen-Ahorn |
| BW   | Datei hochladen | Brantentalschlucht ID: 044_G03                   | 46° 25′ 11″ N, 11° 21′ 12″ O | Geologisches Naturdenkmal: Schlucht    |

| Foto: | Fotografie des Naturdenkmals. Klicken des Fotos erzeugt eine vergrößerte Ansicht. Daneben finden sich zwei Symbole: |
| ID    | Identifikator bei der Abteilung Natur, Landschaft und Raumentwicklung der Südtiroler Landesverwaltung               |